# آلترا اینداستریال موشن
آلترا اینداستریال موشن (انگلیسی: Altra Industrial Motion) شرکت برق آمریکایی است، که در سال ۲۰۰۴ تأسیس شد.